# Federal Correctional Institution, Herlong
Federal Correctional Institution, Herlong (FCI Herlong) är ett federalt fängelse för manliga intagna och är belägen i Lassen County i Kalifornien i USA, strax väster om samhället Herlong och sydväst om USA:s armés ammunitionsdepå Sierra Army Depot. Fängelset förvarar intagna som är klassificerade för säkerhetsnivåerna "medel" (FCI Herlong) och "öppen anstalt" (Federal Prison Camp, Herlong). Den förvarade totalt 1 441 intagna för november 2022.

## Historik

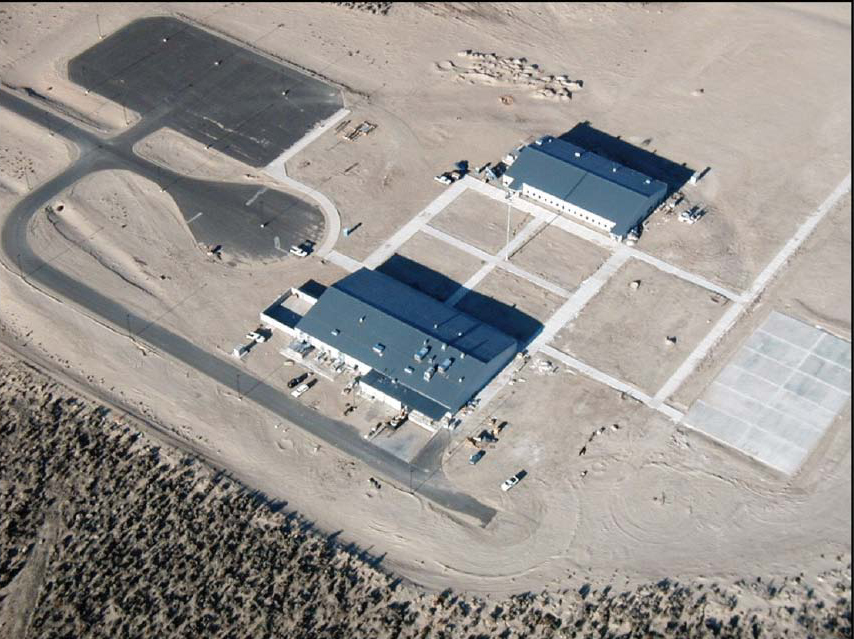
FPC Herlong, 2005.

Sierra Army Depot överförde cirka 2,8 kvadratkilometer (600 acres) stort område till det federala fängelsemyndigheten Federal Bureau of Prisons (BOP) i syfte för att BOP skulle uppföra federala fängelser på det. Bygget inleddes 2001 och var klart två år senare. Fängelset med säkerhetsnivån medel invigdes den 12 juli 2005 medan den öppna anstalten invigdes året därpå.